# Всемирный еврейский конгресс
Всемирный еврейский конгресс (англ. World Jewish Congress, WJC) — международное объединение еврейских организаций. Политическая задача конгресса — представительство всех евреев, которые живут в диаспоре (вне государства Израиль).
Всемирный еврейский конгресс был основан 13 августа 1936 года в Женеве Нахумом Гольдманом и представителями еврейских общин из 32 стран. Согласно своей миссии, главная цель Всемирного еврейского конгресса — «действовать как дипломатическая рука еврейского народа». Членство в ВЕК открыто для всех представительных еврейских групп или общин, независимо от социальной, политической или экономической идеологии принимающей страны.
Штаб-квартира находится в Нью-Йорке. Представительства имеются в Брюсселе, Париже, Москве, Буэнос-Айресе и Женеве. ВЕК имеет специальный консультативный статус при Экономическом и Социальном Совете Организации Объединённых Наций.

## Организация и связанные с ней органы
ВЕК состоит из пяти региональных отделений: ВЕК в Северной Америке, Латиноамериканский Еврейский Конгресс, Европейский Еврейский Конгресс, Евро-Азиатский Еврейский Конгресс и ВЕК в Израиле. Кроме того, еврейские зонтичные организации в 100 странах напрямую связаны со Всемирным Еврейским Конгрессом. Его высшим директивным органом является Пленарная Ассамблея, которая собирается каждые четыре года и избирает непрофессиональное руководство (исполнительный комитет) ВЕК. В период между пленарными ассамблеями, заседания Управляющего Совета ВЕК обычно проводятся один раз в год. Аффилированные еврейские организации направляют делегатов в эти два органа ВЕК; их число зависит от размера еврейских общин, которые они представляют.
В марте 2015 года в Буэнос-Айресе состоялось специальное пленарное заседание Ассамблеи, в котором приняли участие более 400 делегатов и наблюдателей из более чем 70 стран. Последняя очередная пленарная ассамблея была проведена в Нью-Йорке в апреле 2017 года, а до этого в Будапеште в мае 2013 года, с участием 600 делегатов и наблюдателей.
ВЕК также поддерживает научно-исследовательский институт, базирующийся в Иерусалиме, Израиль. Он занимается исследованием и анализом различных вопросов, имеющих важное значение для современного еврейства, и его выводы публикуются в виде директивных депеш.
Действуя под эгидой Всемирного Еврейского Конгресса в Израиле, Израильский совет по международным отношениям с момента своего создания в 1989 году принимал глав государств, премьер-министров, министров иностранных дел и других выдающихся гостей Израиля и выпустил несколько публикаций по вопросам внешней политики Израиля и международных отношений, в том числе трехлетний журнал по внешней политике, Израильский журнал иностранных дел.
Текущие приоритеты политики ВЕК включают в себя борьбу с антисемитизмом, особенно с ростом неонацистских партий в Европе, оказание политической поддержки Израилю, противодействие «иранской угрозе», а также рассмотрение наследия Холокоста, особенно в отношении на реституцию имущества, возмещение ущерба и компенсацию жертвам Холокоста, а также память о Холокосте. Одна из основных программ ВЕК связана с массовой эмиграцией евреев из арабских и мусульманских стран. ВЕК также участвует в межконфессиональном диалоге с христианскими и мусульманскими группами.

### Действующее руководство Всемирного еврейского конгресса
На 13-м пленарном заседании в Иерусалиме в январе 2009 года президентом ВЕК был единогласно избран Рональд С. Лаудер, ранее занимавший должность исполняющего обязанности президента. Лаудер был также избран на этот пост 14-й Пленарной ассамблеей ВЕК, которая состоялась в Будапеште в мае 2013 года, и на третий срок 15-й Пленарной ассамблеей в Нью-Йорке в апреле 2017 года.
Председателем правления ВЕК является французский банкир Барон Давид Рене де Ротшильд, а казначеем организации — уроженка Ливана Челла Сафра из Бразилии. Вячеслав Моше Кантор, президент Европейского еврейского конгресса, был назначен председателем политического совета ВЕК. С 2013 года Роберт Сингер является генеральным директором и исполнительным вице-президентом организации.
Исполнительный комитет ВЕК состоит почти из 50 членов включая глав 12 крупнейших еврейских общин в мире за пределами Израиля,, повседневной деятельностью организации управляет меньший руководящий комитет. В его состав входят президент, председатель Административного совета ВЕК, казначей, председатели пяти региональных филиалов, председатель Совета по вопросам политики и другие члены.

## История
Всемирный еврейский конгресс был учреждён в августе 1936 года в Женеве, Швейцария, в ответ на подъём нацизма и растущую волну европейского антисемитизма. С момента своего основания он является постоянным органом с представительствами по всему миру. Основные цели организации заключались в том, чтобы «мобилизовать еврейский народ и демократические силы против натиска нацистов», «бороться за равные политические и экономические права повсюду и особенно за еврейские меньшинства в Центральной и Восточной Европе», чтобы поддержать создание «Еврейского национального дома в Палестине» и создание «всемирного еврейского представительного органа, основанного на концепции единства еврейского народа, демократически организованного и способного действовать в вопросах, представляющих общий интерес».

### Организации-предшественники (1917—1936 годы)
Организации-предшественницы ВЕК были Американский еврейский конгресс и Комитет еврейских делегаций. Последний был создан в марте 1919 года для представления еврейских общин на Парижской мирной конференции и выступал за права еврейских меньшинств в различных странах, включая переговоры о правах евреев в Турции в Севрском договоре (1920) и специальные соглашения с меньшими восточноевропейскими государствами. Возглавляемый русским сионистом Лео Моцкиным, Комитет по делам молодежи состоял из делегаций из Палестины, Соединённых Штатов, Канады, России, Украины, Польши, Восточной Галиции, Румынии, Трансильвании, Буковины, Чехословакии, Италии, Югославии и Греции и финансировался в основном Всемирной сионистской организацией.
Однако первый толчок к созданию ВЕК дал Американский еврейский конгресс. В декабре 1917 года АЕК принял резолюцию, призывающую к «созыву Всемирного еврейского конгресса», «как только будет объявлен мир между воюющими нациями» в Европе. В 1923 году Моцкин посетил Соединённые Штаты и обратился к исполнительному комитету АЕК с просьбой о проведении Всемирной конференции евреев для обсуждения условий жизни евреев на различных землях и разработки путей и средств эффективной защиты прав евреев. Конференции, совместно организованные Моцкиным и лидерами АЕК Джулианом Маком и Стивеном Уайзом, состоялись в 1926 году в Лондоне и в 1927 году в Цюрихе, Швейцария. В последней приняли участие 65 евреев из 13 стран, представляющих 43 еврейские организации, хотя основные еврейские группы в Бельгии, Великобритании, Франции, Германии, Италии и Нидерландах, а также Американский еврейский комитет отклонили приглашение принять участие.
Первая подготовительная всемирная еврейская конференция состоялась в Женеве в августе 1932 года. Подготовительный комитет возглавил сионист Наум Гольдман, который был одним из ведущих сторонников создания международного еврейского представительного органа. Гольдман определил цель Всемирного еврейского конгресса следующим образом:
Установить постоянный адрес еврейского народа; среди разобщенности и раздробленности еврейской жизни и еврейской общины; создать реальное, законное, коллективное представительство евреев, которое будет иметь право выступать от имени 16 миллионов евреев перед народами и правительствами мира, а также перед самими евреями.

Конференция утвердила планы создания новой организации в 1934 году со штаб-квартирой в Нью-Йорке и европейскими отделениями в Берлине, Германия. В манифесте делегаты призвали еврейский народ объединиться как единственное эффективное средство предотвращения опасности. В декларации сказано, что евреи должны полагаться на свою собственную власть с помощью таких просвещенных слоев мира, которые ещё не были пропитаны ядовитым антисемитизмом. Так же было сказано: "Всемирный Еврейский Конгресс нацелен не на ослабление каких-либо существующих организаций, а скорее на их поддержку и стимулирование. Новая организация будет основана на «концепции еврейского народа как национальной организации, которая уполномочена и обязана решать все проблемы, затрагивающие еврейскую жизнь».
Летом 1933 года, после прихода к власти Адольфа Гитлера и его НСДАП в Германии, президент Американского еврейского конгресса Бернард Дойч призвал еврейские организации США поддержать создание Всемирного Еврейского Конгресса, «чтобы доказать искренность своей позиции» в пользу сражающихся евреев Германии.

### Создание (1936)
После ещё двух подготовительных конференций в 1933 и 1934 годах первая пленарная Ассамблея, состоявшаяся в Женеве в августе 1936 года, учредила Всемирный Еврейский Конгресс в качестве постоянной и демократической организации. Выборы делегатов в эту ассамблею должны проводиться в соответствии с демократическими принципами, а именно тайными, прямыми и основанными на пропорциональном представительстве. Например, 52 американских делегата были избраны на избирательном съезде, который состоялся в Вашингтоне 13/14 июня 1936 года и в котором приняли участие 1000 представителей 99 общин в 32 штатах США.
Ярко выраженной целью Всемирного Еврейского Конгресса было еврейское сплочение и укрепление еврейского политического влияния, в целях обеспечения выживания еврейского народа, что предполагало создание Еврейского Государства. 230 Делегатов из 32 стран собрались на первой ассамблее ВЕК. Выступая на пресс-конференции в Женеве, Стивен С. Уайз нападал на немецких евреев за противодействие ВЕК. Он сказал: «я должен ясно дать понять, что Конгресс-это не парламент и не попытка парламента. Это не что иное, как собрание представителей тех евреев, которые решили объединиться для защиты прав евреев. Конгресс не будет полностью представителен, пока все евреи не решат быть представленными на нем.»
Хотя делегаты избрали федерального судью США и бывшего президента Американского Еврейского Конгресса Джулиана Мака почетным президентом ВЕК, Уайз был назначен председателем исполнительной власти ВЕК и, таким образом, де-факто лидером Конгресса. Наум Гольдман был назначен председателем административного комитета. Новый исполнительный директор ВЕК немедленно составил декларацию, с просьбой к Британскому правительству, не останавливать иммиграцию в Палестину и представил её Британским дипломатам в Берне, Швейцария.
ВЕК выбрал Париж в качестве своей штаб-квартиры, а также открыл офис связи с Лигой Наций в Женеве, сначала возглавляемый Швейцарским международным юристом и юрисконсультом ВЕК Полом Гуггенхаймом, а затем Герхартом Ригнером, который первоначально служил секретарем Гуггенхайма.
В своей борьбе с растущим антисемитизмом в Европе, ВЕК придерживалась двуединого подхода: политическая и правовая сфера (главным образом лоббирование Лиги Наций и публичные заявления), с одной стороны, и попытка организовать бойкот продукции из таких стран, как нацистская Германия, с другой. Учитывая слабость Лиги Наций в отношении с Германией и успешные усилия нацистского режима по предотвращению экономического бойкота немецкой продукции, оба подхода оказались не очень эффективными.
Ноябрьский погром 1938 года против евреев в Германии называют Хрустальной ночью (Ночью разбитых витрин), в которой по меньшей мере 91 еврей был убит, и многие синагоги и еврейские магазины уничтожены, ВЕК выступил с заявлением: "Хотя Конгресс осуждает убийство чиновника германского посольства в Париже молодым польским евреем, лет семнадцати, но Конгресс был обязан энергично протестовать против жестоких нападений в немецкой прессе против всего иудаизма и, особенно, против репрессий, предпринятых против немецких евреев после совершения преступления.
С началом Второй мировой войны в сентябре 1939 года, штаб-квартира ВЕК переехала из Парижа в Женеву, чтобы облегчить связь с еврейскими общинами в Европе. Летом 1940 года, когда большая часть Европы оказалась под нацистской оккупацией, штаб-квартира Всемирного Еврейского Конгресса была перенесена в Нью-Йорк, чтобы делить офисные помещения с Американским Еврейским Конгрессом, а в Лондоне был создан специальный офис ВЕК. Британской секции ВЕК было поручено выполнять функции европейского представителя организации.
Часть персонала, работавшего в европейских офисах ВЕК, иммигрировала в Соединённые Штаты, когда ВЕК переместила туда свою штаб-квартиру. В Нью-Йорке в 1940-х годах, основными отделами ВЕК были: Политический Отдел, Институт Еврейских Дел (исследования и правовая работа), Помощи и Спасения, Управления по делам культуры и образования (или Отдел Культуры) и организационный отдел. В 1940 году ВЕК открыл представительство в Буэнос-Айресе, Аргентина.

### Усилия ВЕК во время Холокоста и его последствия
Первоначальные приоритеты ВЕК заключались в защите прав еврейских меньшинств, борьбе с антисемитизмом в Европе и оказание чрезвычайной помощи евреям, спасающимся от нацистских преследований. Всемирный конгресс также сосредоточился на обеспечении безопасности еврейских беженцев и жертв войны. В 1939 году Всемирный Еврейский Конгресс учредил комитет помощи еврейским военным беженцам (RELICO) и сотрудничал с Международным Комитетом Красного Креста для защиты евреев в оккупированных нацистами странах.
Под эгидой ВЕК в Соединённых Штатах было создано 18 комитетов, состоящих из изгнанных представителей различных европейских еврейских общин, находящихся под властью нацистов. Комитеты были созданы по образцу правительств в изгнании, и их задачей было оказание моральной и материальной поддержки евреям в соответствующих странах, а также подготовка программы послевоенных требований евреев. Все представительные комитеты вместе сформировали Консультативный совет по европейским еврейским делам, который возник на конференции в Нью-Йорке в июне 1942 года.
ВЕК также лоббировал союзнические правительства от имени еврейских беженцев, и призвал еврейские организации США стремиться к отмене иммиграционных квот для еврейских беженцев, спасающихся от преследований нацистов. В 1940 году генерал Шарль де Голль, лидер французского правительства в изгнании, пообещал ВЕК, что все меры, принятые режимом Виши против евреев, будут отменены после освобождения Франции. [40]
В конце 1941-начале 1942 года западные дипломаты и журналисты получили разрозненную информацию о массовых убийствах нацистами многих тысяч евреев в оккупированной немцами Польше и России. Однако эту новость было трудно подтвердить. В июне 1942 года Игнаций Шварцбарт, один из двух еврейских представителей в Польском Национальном Совете Польского правительства в изгнании, провел пресс-конференцию с официальными лицами ВЕК в Лондоне, где было заявлено, что, по оценкам, один миллион евреев уже был убит немцами.

### Телеграмма Ригнера
8 августа 1942 года представитель ВЕК в Женеве Герхарт Ригнер направил вице-консулу США в Женеве телеграмму, в которой он впервые сообщил союзникам о запланированном нацистами Окончательном Решении по уничтожению всех евреев на оккупированных Германией территориях. Ригнер получил информацию от немецкого промышленника Эдуарда Шульте.
Его телеграмма гласила следующее:
Поступило тревожное сообщение о том, что в штаб-квартире фюрера обсуждается и рассматривается план уничтожения одним махом всех евреев в странах, контролируемых Германией, в количестве от трех с половиной до четырёх миллионов после депортации и концентрации на Востоке, что раз и навсегда решает еврейский вопрос
.
Лишь несколько недель спустя, 28 августа 1942 года, президент ВЕК Стивен С. Уайз получил тревожное послание Ригнера. Телеграмма была встречена с недоверием, несмотря на существовавшие ранее доказательства массовых казней . Госдепартамент США посчитал это «диким слухом, подпитываемым еврейскими тревогами», в то время как Министерство иностранных дел Великобритании пока отказалось пересылать телеграмму и призвало сначала расследовать обвинения. Только 25 ноября 1942 года ВЕК было разрешено опубликовать новость для всего мира.
28 июля 1942 года 20 000 человек приняли участие в организованной ВЕК демонстрации «Останови Гитлера сейчас» в нью-йоркском Мэдисон-Сквер-Гардене. Девять месяцев спустя, 1 марта 1943 года, примерно 22 000 человек столпились в том же зале, а ещё 15 000 стояли снаружи на митинге ВЕК, на котором выступили Уайз, Хаим Вейцман, мэр Нью-Йорка Фиорелло Ла Гуардия и другие. Тем не менее правительство США не прислушается к призывам о спасении европейских евреев. В начале 1944 года Министр Финансов США Генри Моргентау заявил в присутствии президента Рузвельта, что «некоторые должностные лица в нашем Государственном департаменте потерпели неудачу, хотя их долгом было бы предотвратить уничтожение евреев в контролируемой Германией Европе».

### Усилия по спасению
На протяжении всей войны, ВЕК лоббировал союзные правительства, чтобы предоставить визы еврейским беженцам из Европы и обеспечить восстановление прав еврейского меньшинства в районах, освобожденных союзными силами. Несмотря на сопротивление Госдепартамента США, ВЕК получил разрешение от Министерства Финансов США, возглавляемое Генри Моргентау, на передачу средств в Европу для спасения и помощи преследуемым евреям . Согласно докладу Ригнера, эти средства помогли привезти 1350 еврейских детей из оккупированных стран в Швейцарию и 70-в Испанию.
Однако на Бермудской конференции беженцев в 1943 году, Соединённые Штаты и Великобритания отказались смягчить свою иммиграционную политику, даже в отношении Британского Мандата в Палестине. В ответ ВЕК опубликовал комментарий, в котором говорилось: «Истина заключается в том, что на пути оказания помощи евреям в Европе со стороны Организации Объединённых Наций стоит не то, чтобы такая программа была опасной, а просто отсутствие воли к любым неприятностям от их имени». Только в январе 1944 года президент Франклин Рузвельт распорядился о создании Военного Совета по делам беженцев, цель которого заключалась в «спасении жертв вражеского угнетения, которым угрожает неминуемая смерть».
Всемирный еврейский конгресс также попытался — в основном тщетно — убедить Международный комитет Красного креста (МККК) более решительно отстаивать свою власть в отношении немцев и призвал его обеспечить статус гражданских военнопленных, в соответствии с Третьей Женевской конвенцией о военнопленных для тех евреев, которые были заключены в гетто и нацистские концлагеря, который позволил бы МККК оказывать им помощь. Тем не менее, МККК придерживался мнения, что он «не в состоянии оказывать давление на правительства», и что успех его работы «зависит от благоразумного и дружеского содействия»
Президент ВЕК эпохи Холокоста, Стивен Уайз, выступил против деятельности группы Бергсона по спасению. Позже президент Нахум Голдман заявил Госдепу (в протоколе), что Гиллель Кук (Питер Бергсон) — авантюрист и не представляет «организованное еврейство». Он умолял либо депортировать, либо призвать Гиллеля Кука, чтобы остановить его активность.

### Письмо в Госдепартамент
9 августа 1944 года Леон Кубовицкий (впоследствии Арье Леон Кубовый), глава Департамента Спасения ВЕК, передал послание Эрнеста Фришера из Чехословацкого государственного совета в Государственный департамент США, в котором содержался призыв к уничтожению газовых камер и бомбардировке железных дорог, ведущих в лагерь смерти Освенцим. Заместитель министра войны США Джон Макклой отклонил это предложение пять дней спустя, написав Кубовицкому:
После исследования стало очевидно, что такая операция может быть осуществлена только путем перенаправления значительной авиационной поддержки, необходимой для успеха наших сил, которые в настоящее время участвуют в решающих операциях в других местах, и в любом случае будет иметь столь сомнительную эффективность, что не будет оправдывать использование наших ресурсов.
В ноябре 1944 года на Чрезвычайной Военной Конференции в Атлантик-Сити, США, ВЕК разработал программу на послевоенный период, которая включала призывы к компенсациям евреям из Германии и использованию безродного еврейского имущества для еврейской реабилитации. Также на этой конференции Стивен С. Вайз был избран президентом Всемирного еврейского конгресса. Делегаты решили предпринять усилия по сбору средств на сумму 10 000 000 долл. США для оказания помощи и повышения политической активности во всем мире. Информационное агентство JTA также сообщило следующее:
На заключительном заседании конференции была также принята резолюция, в которой Конгрессу было рекомендовано создать Департамент общественных работ, которому будет поручено содействовать восстановлению духовной и культурной жизни евреев в освобожденных странах. В другой резолюции была выражена благодарность Ватикану и правительствам Испании, Швеции и Швейцарии за защиту, которую они предоставили в трудных условиях преследуемым евреям в Европе, где господствует Германия. В то же время она выразил сожаление в связи с тем, что «прискорбно мало было сделано для того, чтобы гражданские лица Оси, находящиеся под властью Организации Объединённых Наций, были обменены на евреев в гетто и трудовых лагерях».

### Встреча представителя ВЕК с лидером СС Генрихом Гиммлером
В феврале 1945 года глава шведского отделения ВЕК Хилель Сторх установил через посредника контакт с руководителем СС Генрихом Гиммлером. В апреле Норберт Мазур из шведского отделения ВЕК тайно встретился с Гиммлером в Гарцфельде, примерно в 70 километрах к северу от Берлина. Гиммлер обещал Мазуру безопасное обращение. Благодаря переговорам с нацистским лидером и последующим переговорам с главой шведского Красного Креста Фольке Бернадоттом, ВЕК было разрешено спасти 4500 заключенных из женского концентрационного лагеря в Равенсбрюке. Примерно половина этих женщин, депортированных в Германию из более чем сорока стран, были евреями.

### Послевоенные усилия
В конце войны ВЕК предпринял усилия по восстановлению еврейских общин в Европе, настаивал на возмещении убытков и возмещении ущерба со стороны Германии, оказывал помощь перемещенным лицам и пережившим Холокост, а также выступал за наказание нацистских лидеров за военные преступления и преступления против человечества. Всемирный еврейский конгресс, в частности, принял участие в разработке принципов, регулирующих Нюрнбергский трибунал по военным преступлениям, и предоставил доказательства против нацистских лидеров прокурорам США.
19 августа 1945 года в Париже, Франция, была организована конференция представителей европейских евреев, руководство которой (Wise, Goldmann, Kubowitzki) прибыло туда из США. В работе совещания приняли участие делегаты из Великобритании, Франции, Бельгии, Нидерландов, Италии, Швеции и Швейцарии.
21 сентября 1945 года папа Пий XII дал аудиенцию Генеральному секретарю ВЕК Леону Кубовицкому, который рассказал папе о «больших потерях», понесённых евреями во время войны, и выразил благодарность за то, что церковь сделала, чтобы помочь «нашему преследуемому народу». Кубовицкий предложил папскую энциклику об отношении католической церкви к евреям и осуждении антисемитизма. «Мы рассмотрим это», — ответил Пий XII, добавив: «конечно, наиболее благоприятно, со всей нашей любовью». ВЕК также призвал Ватикан оказать помощь в лечении еврейских детей, спасённых католиками во время Холокоста.
В 1945 году ВЕК также поддержал создание Организации Объединённых Наций. В 1947 году организация стала одной из первых НПО, получивших консультативный статус при Экономическом и Социальном Совете Организации Объединённых Наций (ЭКОСОС).
В 1947 году около 30 000 человек приняли участие в открытии Латиноамериканской конференции Всемирного еврейского конгресса в Луна-парке, Буэнос-Айрес, Аргентина.

### ВЕК и создание государства Израиль
Хотя его главная цель состояла в том, чтобы защищать права евреев в диаспоре, ВЕК всегда активно поддерживал цели сионизма, то есть создание еврейского национального дома в Палестине. Ишув, еврейская община в период британского мандата в Палестине, была представлена на первом пленарном собрании ВЕК в 1936 году, в котором была подтверждена резолюция «решимость еврейского народа жить в мирном сотрудничестве со своими арабскими соседями на основе взаимного сотрудничества и уважения прав каждого».
В 1946 году в меморандуме для англо-американского Комитета по расследованию Палестины, подготовленном политическим секретарём ВЕК Алексом Истерменом, ВЕК заявил, что «единственная надежда на возрождение жизни и культуры еврейского народа заключается в создании полностью самоуправляемой Еврейской Родины, признанной таковой во всём мире, то есть еврейского Содружества в Палестине».
Официальные лица ВЕК лоббировали государства-члены ООН в пользу принятия резолюции 181 Генеральной Ассамблеи ООН 1947 года, которая призвала к созданию еврейского и арабского государства в Палестине. 15 мая 1948 года, в день провозглашения независимости Израиля, исполнительная власть ВЕК заявила о «солидарности мирового еврейства» с молодым еврейским государством.
В Монтре, Швейцария, делегаты из 34 стран приняли участие во второй пленарной ассамблее Всемирного еврейского конгресса, состоявшейся 27 июня-6 июля 1948 года.

### Переговоры с Германией о репарациях и компенсации
В 1949 году Всемирный еврейский конгресс призвал вновь созданную Федеративную Республику Германия признать ответственность и обязательства немецкого народа за зло, причинённое еврейскому народу нацистским режимом. В 1950 году ВЕК открыл офис во Франкфурте, чтобы функционировать как «прослушивающий пост» о событиях в Германии. В своих представлениях Соединённым Штатам, Великобритании и Франции, ВЕК подробно изложил еврейские моральные и материальные претензии к Германии. В 1951 году Наум Гольдман по просьбе израильского правительства учредил «Конференцию по материальным претензиям евреев к Германии».
В том же году в декларации, одобренной парламентом, канцлер Западной Германии Конрад Аденауэр признал обязанность Германии исполнить моральную и материальную реституцию еврейскому народу и заявил о своей готовности вступить в переговоры с еврейскими представителями и государством Израиль. «Во имя немецкого народа, были совершены чудовищные преступления, требующие моральной и материальной компенсации <…> Федеральное правительство готовится совместно с представителями еврейства и Государства Израиль <…> добиться решения проблемы материальной компенсации, тем самым облегчая путь к духовному урегулированию бесконечных страданий», — сказал Аденауэр.
10 сентября 1952 года ВЕК и руководитель Конференции по претензиям, Наум Гольдман, и западногерманское федеральное правительство подписали соглашение, воплощенное в двух протоколах. Протокол № 1 предусматривал принятие законов, предполагающих выплату прямой компенсации жертвам нацизма, согласно требованиям о возмещении ущерба и реституции, в связи с преследованиями нацистов. В соответствии с протоколом № 2, западногерманское правительство предоставило Конференции по рассмотрению претензий 450 млн немецких марок для оказания помощи, реабилитации и переселения еврейских жертв нацистских преследований. Аналогичные соглашения были также подписаны с государством Израиль.
После этих соглашений, Конференция по претензиям продолжала переговоры с правительством Германии о внесении поправок в различные законодательные обязательства и следила за выполнением различных законов о компенсации и реституции. Согласно Конференции по претензиям, более 278 000 евреев, переживших Холокост, получили пожизненные пенсии в соответствии с Федеральными законами Германии о компенсации. Германия потратила 60 миллиардов долларов США на удовлетворение требований евреев.
В 1952 году Всемирный еврейский конгресс призвал австрийское правительство активизировать усилия по реституции еврейской собственности. Австрийский канцлер Леопольд Фигль впоследствии пообещал исправить еврейские обиды.

### Усилия ВЕК от имени советского еврейства
Хотя Советский Союз первоначально поддерживал создание государства Израиль, в течение 1950-х годов, еврейское государство возникло как часть западного лагеря, и сионизм вызвал опасения внутреннего несогласия и оппозиции среди коммунистического руководства.
В конце Холодной войны советских евреев подозревали в предательстве, симпатиях к Западу или в обязательствах по обеспечению безопасности. Коммунистическое руководство закрыло различные еврейские организации и объявило сионизм идеологическим врагом. Синагоги часто подвергаются полицейскому надзору как открыто, так и с помощью информаторов. В результате преследований, как государственных, так и неофициальных, антисемитизм глубоко укоренился в обществе и оставался фактом на протяжении многих лет. Советские СМИ, описывая политические события, иногда использовали термин «фашизм» для характеристики израильского национализма. Евреи часто страдали от трудностей, что выражалось в том, что им часто не разрешалось поступать в университеты, работать по определённым профессиям или участвовать в управлении государством. Многие евреи были вынуждены скрывать свою личность, меняя имена.
В 1953 году Всемирный Еврейский Конгресс осудил обвинение в Москве еврейских врачей, как предполагаемых заговорщиков против руководства Советского Союза (так называемый «заговор врачей» или «дело врачей»), и созвал совещание руководства в Цюрихе, Швейцария, которое было отменено в последнюю минуту, в связи со смертью советского диктатора Иосифа Сталина. Новое советское руководство заявило, что дело против врачей было сфабриковано.
В 1956 году руководители Всемирного Еврейского Конгресса во время своего визита в Лондон вручили меморандум советским лидерам Николаю Булганину и Никите Хрущеву, а год спустя исполнительный директор Всемирного Еврейского Конгресса обратился ко всему миру с призывом обратить внимание на бедственное положение евреев в Советском Союзе и других коммунистических странах. Это привело к активизации международной кампании за их культурные и религиозные права и за воссоединение семей, разделенных холодной войной. По прошествии семи лет, организация также восстановила контакты с несколькими еврейскими общинами в коммунистической Восточной Европе. В 1957 году еврейская община Венгрии вновь присоединилась к ВЕК.
В 1960 году ВЕК созвал международную конференцию по Советскому еврейству в Париже, под председательством Гольдмана. В 1971 году ВЕК выступил соавтором первой Всемирной конференции еврейских общин по советскому еврейству в Брюсселе, Бельгия. Последующие мероприятия были проведены в Брюсселе и Цюрихе в 1976 году.
На второй Брюссельской конференции, еврейские лидеры призвали Советский Союз выполнить Хельсинкскую декларацию о правах человека, уважать свою конституцию и законы и «признать и уважать право евреев в СССР на объединение со своими братьями на Земле Израиля, еврейской исторической родине». Под девизом: «Отпусти мой народ!» — Советское Еврейское движение привлекло внимание государственных и общественных деятелей всего Запада, которые считали политику Советского Союза в отношении евреев нарушением основных прав человека и гражданских прав, таких как свобода иммиграции, свобода религии и свобода изучать свой собственный язык, культуру и наследие. «У вас нет выбора, кроме как освободить советских евреев», — сказал президент США Рональд Рейган советскому лидеру Михаилу Горбачёву во время первого государственного визита последнего в США в 1987 году.
25 марта 1987 года лидеры ВЕК Эдгар М. Бронфман, израильские певцы Сол Кани и Элан Штейнберг, а также глава Конференции президентов крупнейших американских еврейских организаций Моррис Б. Абрам прибыли в Москву, чтобы обсудить этот вопрос с министрами советского правительства, хотя чиновники быстро отрицали, что СССР согласился на увеличение еврейской эмиграции, и пригласили израильскую делегацию посетить Москву. Тем не менее, визиты должностных лиц ВЕК в Москву считались полезными для получения разрешений на выезд для выдающихся евреев в Советском Союзе.
В 1989 году советские еврейские организации получили разрешение властей, присоединиться к Всемирному Еврейскому Конгрессу, а два года спустя в Иерусалиме несколько напрямую избранных делегатов из Советского Союза были впервые официально представлены на Пленарной ассамблее Всемирного еврейского конгресса.

### Защита прав евреев в Северной Африке и на Ближнем Востоке
После Второй мировой войны и создания Государства Израиль, Всемирный еврейский конгресс активно участвовал в оказании помощи евреям в арабских и других мусульманских странах, которые подвергаются все большему давлению. В январе 1948 года президент ВЕК Стивен Вайз обратился к Государственному Секретарю США ,Джорджу Маршаллу: "От 800 000 до миллиона евреев на Ближнем Востоке и в Северной Африке, исключая Палестину, находятся в " величайшей опасности уничтожения "от рук Мусульман, подстрекаемые к священной войне за раздел Палестины. Акты насилия, уже совершенные, вместе с предполагаемыми, явно направлены на полное уничтожение евреев, представляют собой геноцид, который в соответствии с резолюциями Генеральной Ассамблеи является преступлением против человечества ". Однако Соединённые Штаты не предприняли никаких последующих действий для расследования этих заявлений.
Всемирный Еврейский Конгресс также представил меморандум по этой проблеме Экономическому и Социальному Совету ООН с просьбой принять срочные меры В меморандуме, в частности, упоминается документ Лиги арабских государств, который планировал лишить еврейских граждан их прав и имущества в рамках рассчитанного плана. Однако, когда ВЕК представил документ Лиги арабских государств перед ЭКОСОС, его президент Чарльз Х. Малик, представитель Ливана в ООН, отказался довести его до сведения.
В течение 1950-х годов, ВЕК провел переговоры с рядом арабских правительств, особенно в Северной Африке, и умолял их позволить своему еврейскому населению покинуть свои родные страны. С развитием арабского национализма, особенно в 1950-х годах, эти усилия становились все более сложными. В 1954 году делегация ВЕК посетила Марокко, тогда ещё находившийся под французским колониальным правлением.
Руководство ВЕК также поддерживало тесные контакты с лидерами марокканского движения за независимость, в том числе с изгнанным султаном Марокко Мохаммедом V, который настаивал на том, что автономное Марокко будет гарантировать свободу и равенство всех его граждан, включая доступ немусульман в государственное управление. Когда Марокко обрело независимость от Франции в 1956 году, политический директор ВЕК, Алекс Истермен, немедленно начал переговоры с премьер-министром Мбареком Беккаем и другими правительственными чиновниками, заставляя их предоставить евреям право покинуть страну.
В то время как в 1957 году было достигнуто соглашение, разрешающее эмиграцию всех 8000 евреев из Мазагана, которые содержались в лагере беженцев недалеко от Касабланки, в докладе ВЕК 1959 года был сделан вывод о том, что, несмотря на неоднократные заверения нового правительства, что права евреев будут быть защищенным, «внутриполитические конфликты помешали решению» проблемы, и марокканские евреи, желающие покинуть страну, были лишены паспортов властями.
В 1959 году Марокко стало членом Лиги арабских государств, и все коммуникации с Израилем были прекращены. Тем не менее, как король Мухаммед V, так и его преемник Хасан II из Марокко продолжали подчеркивать, что евреи пользуются равными правами в их стране.

### 1950-е-1980-е годы
Делегаты из 43 стран приняли участие в Четвёртой Пленарной Ассамблее ВЕК, состоявшейся в Стокгольме в 1959 году.
В 1960 году ВЕК созвал специальную конференцию в Брюсселе после серии антисемитских инцидентов в Европе. В 1966 году спикер западногерманского парламента, Евгений Герстенмайер, выступил на пятом пленарном заседании Ассамблеи в Брюсселе, Бельгия, с речью под названием «немцы и евреи — нерешённая проблема», став первым высокопоставленным немецким политиком, выступившим на конференции ВЕК, что вызвало некоторые споры в ВЕК. Некоторые делегаты из Израиля бойкотировали сессию с Герстенмайер в знак протеста.
В 1963 году была создана американская секция ВЕК, для расширения членского состава организации в стране, с самой большой еврейской общиной во всём мире. В 1974 году Совет депутатов британских евреев присоединился к Всемирному Еврейскому Конгрессу. Британская секция ВЕК, которая ранее представляла британских евреев, была распущена.
Чтобы подчеркнуть свою солидарность с Государством Израиль, ВЕК впервые провел свою Шестую пленарную ассамблею в 1975 году в Иерусалиме, и, за одним исключением, все пленарные ассамблеи были проведены там. Делегаты также приняли новый устав и новую структуру организации, и ВЕК заключил соглашение о сотрудничестве со Всемирной Сионистской Организацией.

### Оппозиция резолюции ООН, осуждающей сионизм как расизм
Всемирный Еврейский Конгресс активно выступал за отмену резолюции 3379 Генеральной Ассамблеи Организации Объединённых Наций, которая была принята 10 ноября 1975 года и гласила, что «сионизм является формой расизма и расовой дискриминации».
Исполнительный директор ВЕК охарактеризовал резолюцию — как «попытку опорочить сионизм, приравнивая его к империализму, колониализму, расизму и апартеиду, что равносильно подстрекательству к расизму и расовой ненависти». Всем сообществам и организациям, связанным с Конгрессом, было настоятельно рекомендовано принять незамедлительные меры по мобилизации общественного мнения против резолюции. Израиль сделал требование отмены резолюции 3379, условием своего участия в Мадридской мирной конференции 1991 года. Резолюция 3379 была отменена в 1991 году резолюцией 4686 Генеральной Ассамблеи ООН.
В 1960-х и 1970-х годах ВЕК также проводил кампанию за прекращение арабского бойкота Израиля.

## Смена руководства
На пленарном заседании ВЕК в 1975 году давний лидер ВЕК Наум Гольдман, которому тогда было 80 лет, снова баллотировался на пост президента ВЕК. Несколько израильских делегатов, в частности от движения «Херут», а также бывший премьер-министр Израиля Голда Меир выступили против переизбрания Гольдмана за его критику политики Израиля, особенно в отношении мирного процесса.
Два года спустя, в 1977 году, американский застройщик и бывший президент B’nai B’rith International, Филипп Клуцник, сменил Гольдмана на посту президента ВЕК, а вице-президентом был назначен Кальман Султаник. В 1979 году, когда президент Джимми Картер назначил Клуцника министром торговли США, исполняющим обязанности главы организации стал канадско-американский бизнесмен Эдгар Бронфман-старший. Бронфман был официально избран председателем ВЕК Седьмой пленарной Ассамблеей, состоявшейся в Иерусалиме в январе 1981 года.

### Эдгар М. Бронфман
Под руководством Бронфмана, нового Генерального Секретаря Израиля Сингера (который сменил Герхарта Ригнера в 1983 году) и Исполнительного Директора Элана Штейнберга, ВЕК принял более агрессивный стиль. Штейнберг охарактеризовал это изменение следующим образом: «Долгое время Всемирный Еврейский Конгресс должен был стать величайшим секретом еврейской жизни, потому что характер дипломатии после войны был тихой дипломатией. Это более новое руководство в американском стиле — менее робкое, более решительное, бесстыдно еврейское». Бронфман возглавил Всемирный Еврейский Конгресс, которая стала выдающейся еврейской организацией, поскольку они расширили базу организации, привлекая новые членские общины в Европе. Благодаря кампаниям по освобождению советских евреев, разоблачению нацистского прошлого президента Австрии Курта Вальдхайма и кампании по компенсации жертвам Холокоста, Бронфман стал широко известен во всем мире в 1980-х и 1990-х годах.
25 июня 1982 года президент ВЕК Эдгар Бронфман стал первым в истории еврейской организацией, выступившим на Генеральной Ассамблее Организации Объединённых Наций.

### Спор о присутствии католического монастыря в Освенциме
В 1985 году Кармелитки открыли монастырь возле места бывшего нацистского лагеря смерти Освенцим I. Президент ВЕК Эдгар Бронфман призвал убрать монастырь. В публичных заявлениях другие еврейские лидеры, включая бывшего генерального секретаря ВЕК Герхарта Ригнера, также призывали к смещению Год спустя католическая церковь согласилась с этими просьбами и сказала, что монастырь будет удален в течение двух лет.
Тем не менее, Кармелиты остались на месте, а год спустя возвели Большой крест с мессы 1979 года с Папой Римским рядом с их местом. Исполнительный директор Всемирного еврейского конгресса настоятельно призвал Ватикан принять меры против присутствия монастыря и сказал, что папа Иоанн Павел II должен «осуществить свои полномочия», чтобы отдать приказ о скорейшем удалении монастыря и креста. Исполнительный директор ВЕК заявил, что действия понтифика были необходимы для реализации соглашения, которое основные европейские католические кардиналы, включая кардинала Кракова Франциска Мачарски, подписали с еврейскими лидерами 22 февраля 1987 года в Женеве. Эдгар Бронфман заявил: «Дело не только в монастыре Освенцим, но и в более широком значении исторического ревизионизма, в котором подавляется уникальность Холокоста и убийства еврейского народа».
Через несколько месяцев римляне приказали Кармелитам переехать. ВЕК похвалил Ватикан за принятие мер, хотя монахини оставались на месте до 1993 года, оставляя большой крест позади.

### Дипломатические контакты с коммунистическими странами
В середине 1980-х годов Всемирный Еврейский Конгресс также вступил в дипломатические переговоры с несколькими странами Центральной и Восточной Европы, в частности с коммунистической Восточной Германией, чье руководство ВЕК призвал признать свои обязательства перед еврейскими жертвами нацистской Германии. В феврале 1990 года премьер-министр ГДР, Ханс Модроу, направил письмо президенту ВЕК Эдгару Бронфману, в котором от имени правительства ГДР признал ответственность ГДР за преступления Германии, совершенные против еврейского народа при нацистском режиме. В заявлении Модроу сказал:
Германская Демократическая Республика неизменно выполняет свой долг и делает все возможное для борьбы с расизмом, нацизмом, антисемитизмом и ненавистью между народами, с тем чтобы в будущем война и фашизм никогда больше не начинались с немецкой земли, а только с мира и взаимопонимания между народами.
Через несколько недель первый свободно избранный парламент ГДР, Фолькскаммер, принял резолюцию, в которой признал ответственность ГДР за Холокост и попросил «у евреев всего мира прощения». ГДР обязалась возместить материальный ущерб евреям и сохранить еврейские традиции. Эта резолюция стала частью Договора о воссоединении Германии и продолжает оставаться частью германского законодательства.
В 1987 году Всемирный Еврейский Конгресс провел заседание своего исполнительного комитета в Будапеште, Венгрия, первое собрание ВЕК в коммунистической Восточной Европе после окончания Второй мировой войны. Венгерское правительство согласилось с тем, что не будет никаких ограничений в отношении присутствия израильских делегатов или тем для обсуждения.

### Дело Вальдхайма
В 1986 году Всемирный еврейский конгресс утверждал, что кандидат в президенты Австрии Курт Вальдхайм, бывший генеральный секретарь Организации Объединённых Наций, солгал о своей службе в качестве офицера конного корпуса нацистской партии «Штурмабтейлунг» (СА) и о своём времяпрепровождении в качестве немецкого офицера-артиллериста в Салониках, Греция, с 1942 по 1943 год.
Вальдхайм назвал эти утверждения «чистой ложью и злонамеренными действиями». В телексе Бронфману он сказал, что его прошлое было "намеренно неверно истолковано. Тем не менее он признался, что знал о немецких репрессиях против партизан: «Да, я знал. Я был в ужасе. Но что мне оставалось делать? Я должен был либо продолжать служить, либо быть казнённым». Он сказал, что никогда не стрелял и даже не видел партизана. Его бывший непосредственный начальник в то время заявил, что Вальдхайм «оставался прикованным к столу».
Бывший канцлер Австрии, Бруно Крайский, назвал действия Всемирного Еврейского Конгресса «чрезвычайным позором», добавив, что на выборах австрийцы «не позволят евреям за рубежом командовать нами и говорить нам, кто должен быть нашим президентом».
Ввиду продолжающихся международных разногласий, австрийское правительство решило назначить Международный комитет историков для изучения жизни Вальдхайма в период с 1938 по 1945 год. В их докладе не было обнаружено никаких доказательств личной причастности Вальдхайма к этим преступлениям. В то же время, хотя он заявил, что ему ничего не известно о каких-либо преступлениях, историки привели доказательства того, что Вальдхайм должен был знать о военных преступлениях.
На протяжении всего срока своего президентства (1986—1992 годы), Вальдхайм и его жена Элизабет официально считались Соединёнными Штатами «персонами нон грата». Они могли посетить только арабские страны и Ватикан. В 1987 году они были включены в список лиц, которым запрещён въезд в Соединённые Штаты, и оставались в списке даже после публикации доклада Международного комитета историков о его военном прошлом в Вермахте.
5 мая 1987 года Бронфман выступил перед Всемирным еврейским конгрессом, заявив, что Вальдхайм был «неотъемлемой частью нацистской машины убийства». Вальдхайм впоследствии подал иск против Бронфмана, но вскоре отказался от него из-за отсутствия доказательств в его пользу.

### Реституция имущества эпохи Холокоста и компенсационные выплаты
В 1992 году Всемирный Еврейский Конгресс учредил Всемирную Еврейскую Организацию по Реституции (WRJO), объединяющую Еврейские Организации и включающую Еврейское Агентство для Израиля. Её цель заключается в обеспечении реституции еврейской собственности в Европе, за пределами Германии (которая рассматривается Конференцией по претензиям). Согласно её веб-сайту, миссия WRJO состоит в том, чтобы консультироваться и вести переговоры «с национальными и местными органами власти для заключения соглашений и обеспечения законодательства, касающегося реституции собственности еврейскому народу», для проведения «исследования еврейской собственности в национальном и местном масштабе», а также создать центральный банк данных, в котором будет записываться и собираться информация о еврейской коммунальной собственности, а также выделять средства на сохранение еврейских культурных и образовательных проектов в этой стране. На сегодняшний день, такие фонды созданы в Польше, Румынии и Венгрии."Нынешний президент Всемирного еврейского конгресса Рональд С. Лаудер является председателем WRJO.

### Расчет в швейцарском банке
В конце 1990-х годов, как президент ВЕК, Эдгар Бронфман отстаивал идею реституции из Швейцарии выживших в Холокосте. Бронфман выступил с инициативой, которая привела к выплате швейцарскими банками 1,25 млрд. Долл. США с целью урегулирования претензий «о том, что швейцарские банки накапливали банковские счета, открытые евреями, которые были убиты нацистами».
В общей сложности ВЕК, Конференция по еврейским материальным претензиям против Германии, Всемирная Еврейская Организация реституции и Международная комиссия по страховым претензиям эпохи Холокоста, основанная в 1998 году, обеспечили миллионы долларов жертвам Холокоста в виде выплат из Германии, швейцарских банков, страховых компаний и других сторон на общую сумму 20 миллиардов долларов.
В 1995 году ВЕК начал переговоры от имени различных еврейских организаций со швейцарскими банками и правительством Швейцарии о так называемых бездействующих банковских счетах времен Второй мировой войны жертв Холокоста. ВЕК подал коллективный иск в Бруклине, штат Нью-Йорк, утверждая, что жертвы Холокоста и их семьи столкнулись с ненадлежащими препятствиями для доступа к счетам в швейцарских банках времен Второй мировой войны из-за требований, таких как свидетельства о смерти (как правило, отсутствуют для жертв Холокоста), и что некоторые Швейцарские банки предприняли преднамеренные усилия, чтобы сохранить остатки на счетах на неопределённый срок. Претензии также включали стоимость произведений искусства, которые якобы были украдены, «ущерб» лицам, которым отказано во въезде в Швейцарию в силу заявлений о предоставлении статуса беженца. ВЕК поддержал правительственных чиновников США, включая сенатора Нью-Йорка Аль Д’Амато, который провел слушания банковского комитета Сената на эту тему и заявил, что в швейцарских банках остались «сотни миллионов долларов» еврейских активов эпохи Второй мировой войны. По поручению президента США Билла Клинтона, заместитель министра торговли Стюарт Эйзенстат на этих слушаниях дал показания о том, что швейцарские банки сознательно покупали разграбленное золото у нацистов во время Второй мировой войны. Эйзенстат позже был назначен специальным посланником правительства США по вопросам Холокоста. Доклад опирался исключительно на правительственные архивы США. Он не содержал никакой новой исторической информации о вкладах жертв Нацизма в Швейцарские банки и критиковал решения американских чиновников, которые вели переговоры со Швейцарией после войны, как слишком снисходительные
Проверка, проведенная швейцарским правительством неактивных счетов в период с 1962 по 1995 год, показала, что на невостребованные счета военных лет приходилось 32 миллиона долларов США (в момент на 1995 года). Однако в ходе переговоров, швейцарские банки согласились провести очередной аудит счетов военного времени во главе с бывшим председателем Федеральной Резервной Системы США Полом Волкером. В отчёте Комиссии Волкера сделан вывод, что балансовая стоимость всех неактивных счетов 1999 года, которые, возможно, принадлежали жертвам нацистских преследований, которые были невостребованы, закрыты нацистами или закрыты неизвестными лицами, составляла 95 миллионов швейцарских франков.
Комиссия рекомендовала для целей расчета — изменить балансовую стоимость на величину 1945 года (путем сложения уплаченных сборов и вычитания процентов), а затем умножить её на 10, с тем чтобы отразить средние долгосрочные инвестиционные ставки в Швейцарии. 12 августа 1998 года несколько крупных швейцарских банков согласились выплатить жертвам Холокоста и их родственникам более 1,25 миллиарда долларов США в течение следующих трех лет. В рамках урегулирования, истцы согласились отказаться от иска против принадлежащего правительству Швейцарского Национального банка в судах США.

### Нацистское золото
В 1997 году исследование, проведенное по заказу Всемирного Еврейского Конгресса, пришло к выводу, что нацистская Германия в период с 1933 по 1945 год похитила как минимум 8,5 миллиардов долларов США (в золотом эквиваленте) у евреев и других жертв. Исследование показало, что треть золота поступила от частных лиц и частного бизнеса, а не от центральных банков, и что более 2 миллиардов долларов США частного золота в конечном итоге оказались в швейцарских банках. Швейцария отвергла обвинения ВЕК. В ответ на запросы Всемирного еврейского конгресса Федеральный Резервный банк США признал в 1997 году, что личное золото, захваченное нацистами, было переплавлено в золотые слитки после войны, а затем отправлено в виде золотых слитков центральным банкам четырёх европейских стран. В 1996 году Швеция также начала расследование утверждений Всемирного еврейского конгресса о том, что награбленное нацистами золото времён Второй мировой войны хранилось в банковских хранилищах шведского правительства.

### Соглашения с другими европейскими странами о реституции и компенсации имущества эпохи Холокоста
В 1990-х и 2000-х годах по инициативе Всемирного Еврейского Конгресса в общей сложности 17 европейских стран создали специальные комитеты для изучения их роли во время Второй мировой войны. Многие из них создали фонды для компенсации евреям и другим жертвам войны.
В 1997 году премьер-министр Франции Ален Жюппе создал комиссию для расследования случаев захвата еврейской собственности оккупационными нацистскими силами и французскими коллаборационистами во время войны.
В 2000/2001 году Всемирный Еврейский Конгресс помог заключить соглашение о компенсации с правительством и промышленностью Германии, в соответствии с которым был создан фонд в размере 5 млрд евро для компенсации рабского и принудительного труда во время Второй мировой войны, в основном живущим в Центральной и Восточной Европе, которые до сих пор не получали никаких компенсационных выплат за страдания под нацистским правлением.

### Реституция разграбленного искусства
В 1998 году ВЕК опубликовал список из 2000 человек, которые якобы принимали участие в массовом разграблении нацистами произведений искусства. В нём были названы люди из 11 стран, в том числе кураторы музеев, галеристы, искусствоведы и другие люди искусства. Несколько недель спустя, в Вашингтоне, округ Колумбия, делегаты из 44 стран согласились создать центральный реестр произведений искусства, разграбленных нацистами, который можно было бы создать в Интернете.
Рональд С. Лаудер, тогдашний председатель Комиссии по восстановлению искусства ВЕК, оценил, что 110000 произведений искусства на сумму от 10 до 30 миллиардов долларов США, пропавших без вести, всё ещё не найдены. В 2000 году Всемирный Еврейский Конгресс раскритиковал музеи за то, что они ждали, что жертвы Холокоста заявят о произведениях искусства, вместо того, чтобы публично объявить, что у них есть подозрительные предметы. После обвинений ВЕК ряд стран заказали расследование нацистского разграбленного искусства.

### Отношения с Польшей
ВЕК проявлял большой интерес к Польше, как до войны, когда в стране проживало около 3,25 миллиона евреев (10 процентов от общей численности населения этой страны, составляющих крупнейшую еврейскую общину в Европе); и в послевоенный период, когда еврейская община была восстановлена. Во второй половине 1930-х годов, перед лицом заметного роста антисемитизма, ВЕК попытался вмешаться от имени польского еврейства. В декабре 1936 года, например, Наум Гольдман посетил Польшу и совещался с министром иностранных дел Йозефом Беком, но этот демарш мало что сделал, чтобы смягчить ситуацию. Чтобы противостоять резким последствиям запрета на кошерную бойню (Шечита), экономический департамент ВЕК подготовил исследование по законодательству и предложил различные меры по оказанию помощи, которые могут быть приняты. ВЕК также вмешался, чтобы гарантировать, что польским евреям, депортированным из Германии в конце октября 1938 года и оказавшимся в Жбашине, будет разрешено переселиться в другие части Польши.
После войны, когда волна антиеврейского насилия захлестнула страну, ВЕК убедила польское правительство устранить все препятствия, с которыми сталкиваются евреи, стремящиеся покинуть страну, и в большинстве своём евреи смогли беспрепятственно эмигрировать до 1950 года. Большинство осталось без виз или разрешений на выезд благодаря указу генерала Спичальского.
Поскольку еврейская община сокращалась из-за последовательных волн эмиграции (последняя в 1968 году), ВЕК видел Польшу в качестве важного хранилища еврейской истории, а также хранителя мест убийств, в которых большая часть европейского еврейства стала жертвой немецкого Финального Решения. В 1979 году польское правительство и ВЕК работали над тем, чтобы Освенцим был включён в список всемирного наследия ЮНЕСКО как место геноцида. Организация неоднократно призывала Польшу обеспечить, чтобы в Освенциме и других немецко-фашистских лагерях смерти память о евреях, которые были основными жертвами, не была включена в коллективную память. Таким образом, в конце 1980-х годов, организация принимала активное участие в борьбе за ликвидацию монастыря Кармелитов, созданного на его территории. Раввин Дэвид Розен из Антидиффамационной лиги отметил в то время: «В какой-то степени ВЕК определил мелодию. Их стиль создавал атмосферу, в которую ни одна общественная еврейская организация не могла вмешаться. Если бы ВЕК не был вовлечен, эти проблемы, возможно, не развивались бы так, как они развиваются.»
ВЕК последовательно лоббировал польское правительство, чтобы принять закон, который обеспечит реституцию частной собственности, захваченной во время нацистской оккупации и позже во время коммунистического режима. В апреле 1996 года, во время дискуссии о реституции еврейской коммунальной собственности, которая была захвачена во время Холокоста, генеральный секретарь ВЕК Исраэль Сингер якобы заявил, что «в Польше погибло более трёх миллионов евреев, и польский народ не собирается быть наследниками польских евреев. Мы никогда этого не допустим. <…> Они будут слышать нас, пока Польша не замёрзнет снова». «Если бы Польша не удовлетворила еврейские претензии, она была бы „публично атакована и унижена“ на международном форуме», — сказал Сингер, сообщает информационное агентство Reuters.
В апреле 2012 года президент Лаудер заявил, что, уклоняясь от решения вопроса о реституции, Польша «говорит многим пожилым довоенным землевладельцам, в том числе пережившим Холокост, что у них нет никакой предсказуемой надежды даже на небольшую меру правосудия в отношении активов, которые были у них изъяты».
В поисках более тонкого подхода к истории польско-еврейских отношений, который включает в себя признание евреями польских потерь, понесённых во время Второй мировой войны, исследовательский институт ВЕК опубликовал две монографии, в которых изучались попытки возродить польское еврейство и способы, которыми поляки и евреи противостоят своей общей проблеме. Кроме того, израильский совет по международным отношениям, который действует под эгидой Всемирного Еврейского Конгресса, совместно с польским Институтом международных отношений, провел две конференции подряд (одну в Варшаве в 2009 году и другую в Иерусалиме в 2010 году) для обсуждения двусторонних отношений и международных вопросов, представляющих взаимный интерес. На второй встрече была отмечена 20-я годовщина восстановления отношений между двумя странами.

## Основные направления политики и деятельности Всемирного еврейского конгресса

### Поддержка Израиля
В заявлении о миссии Всемирного еврейского конгресса говорится, что организация стремится «укреплять солидарность между еврейскими общинами во всём мире и, признавая центральное положение государства Израиль в современной еврейской идентичности, укреплять связи еврейских общин и евреев в диаспоре с Израилем».

### Борьба с делегитимацией Израиля
ВЕК недавно приступил к своей основной деятельности по борьбе с делегитимацией Израиля.
ВЕК лоббирует международные организации, в частности Организацию Объединённых Наций, для обеспечения того, чтобы правительства «применяли те же стандарты к Израилю, при оценке его действий, которые применяются к действиям других стран».
На своём сайте ВЕК заявляет, что «Израиль не должен выделяться за критику со стороны стран, которые сами не придерживаются принципов демократии, прав человека и верховенства закона» и что «с Израилем нужно обращаться справедливо в международных организациях, особенно в органах ООН, таких как Совет ООН по правам человека».
В начале 2009 года президент ВЕК Рональд С. Лаудер направил Верховному комиссару ООН по правам человека, Нави Пиллэй, в преддверии Конференции по обзору Дурбанского процесса, ходатайство об отмене положений, унижающих Израиль в Дурбанской декларации и Программе действий 2001 года.
Лаудер также осудил Совет по правам человека Организации Объединённых Наций за публикацию, которую он назвал «глубоко несбалансированным и предвзятым докладом» о рейде Израиля на флотилию Газы в мае 2010 года. «Мы отмечаем, что [совет] потерял свой моральный компас, где терроризм считается активизмом, а самооборона называется неадекватным насилием. Если Совет ООН по правам человек хочет восстановить целостность своей первоначальной задачи, он не может поддаваться на манипуляции, с целью оправдания и сокрытия терроризма», — заявил президент ВЕК.
В декабре 2010 года Всемирный Еврейский Конгресс совместно с несколькими израильскими правительственными министерствами созвал в Иерусалиме консультацию, под названием «Налаживание партнерских отношений и синергизма в противодействии посягательству на легитимность Израиля». В ней приняли участие более 100 профессиональных еврейских лидеров из 60 различных организаций. Конференция определила необходимость совместных усилий со стороны мирового еврейства и государства Израиль, для защиты прав Израиля и «прекращения политических и экономических нападок» на него. В консультации приняли участие премьер-министр Израиля Биньямин Нетаньяху, министр по стратегическим вопросам Моше Яалон, председатель Еврейского агентства для Израиля,Натан Щаранский, бывший министр юстиции Канады и действующий член парламента, Ирвин Котлер, итальянский депутат, Фьямма Ниренштейн, и международные еврейские лидеры, что привело к созданию «Глобальной коалиции для Израиля» и формированию целевых групп для осуществления достигнутых выводов.
Совместно с Иерусалимским центром по связям с общественностью, ВЕК в сентябре 2011 года опубликовал политическую книгу под названием «Права Израиля, как государства в международной дипломатии» В книге представлены научные статьи международных экспертов в области права и политики по всему политическому спектру, таких как Алан Дершовиц, Рут Лапидот, Стэнли Урман, Шломо Авинери, Мартин Гилберт, Дэн Дайкер и другие. Авторы описывают исторические и юридические права Израиля, тяжёлое положение еврейских беженцев из арабских стран и опровергают все основные претензии, выдвинутые против Израиля местными и международными субъектами.
В апреле 2017 года Генеральный секретарь Организации Объединённых Наций, Антониу Гутерриш, стал первым в истории ООН руководителем, выступившим на собрании Всемирного Еврейского Конгресса, а также затронул вопрос предвзятости в отношении Израиля. Выступая в Нью-Йорке перед делегатами Пленарной Ассамблеи ВЕК, Гутерриш пообещал выступать против антиизраильского предубеждения во всемирной организации и сказал, что к еврейскому государству «следует относиться, как к любому другому государству-члену». Он также подчеркнул, что Израиль имеет «неоспоримое право на существование и жить в мире и безопасности со своими соседями» и что «современная форма антисемитизма — это отрицание существования Государства Израиль»

### Поддержка мирного процесса и противодействие палестинской односторонности
Всемирный Еврейский Конгресс одобрил решение израильско-палестинского конфликта на основе сосуществования двух государств и выступает против односторонних действий обеих сторон. На своём веб-сайте говорится, что «урегулирование, путем переговоров между Израилем и палестинцами, на основе решения о создании двух государств- является единственным законным и справедливым способом обеспечения прочного мира. Зарождающееся Палестинское государство должно уважать принципы демократии, прав человека и верховенства закона. Палестинское государство может быть создано только в том случае, если оно уважает право Израиля на существование в условиях безопасности. В качестве средства стабилизации мирного процесса следует также поддерживать инициативы, которые помогают палестинцам продвигаться вперед в экономическом и социальном плане.»
В преддверии голосования в Совете Безопасности ООН 2011 года, которое привело бы к успеху Палестинской односторонней заявки на государственность, ВЕК стремился подчеркнуть, что это воспринимается, как опасный шаг для Израиля, для устойчивости будущего Палестинского государства и для мира на Ближнем Востоке.
В сентябре 2011 года Всемирный Еврейский Конгресс вместе с Международным советом еврейских парламентариев собрался в Нью-Йорке, чтобы лоббировать международное сообщество против того, чтобы позволить одностороннему движению Палестинской администрации стать полноправным членом Организации Объединённых Наций и обойти переговоры с Израилем. На ужине, организованном президентом ВЕК Лаудером, делегация еврейских парламентариев провела открытую дискуссию с послами ООН из ключевых стран, включая Германию, Францию, Польшу и Россию.
Рональд Лаудер, выступая в немецкой газете Die Welt, призвал Израиль принять в Западный альянс НАТО: "Израилю нужны реальные гарантии его безопасности. Европейские государства-члены НАТО, включая Турцию, должны принять государство Израиль в Западный альянс ", — писал президент ВЕК. Он сослался на восстания в Египте и Тунисе и сказал, что они являются напоминанием о том, насколько «непредсказуемы» события на Ближнем Востоке. Членство Израиля в НАТО «послужило бы сильным сигналом для других стран не вступать в бой с Израилем», утверждал Лаудер.
В мае 2012 года Лаудер отреагировал «с тревогой» на предложение заместителя премьер-министра Ирландии и министра иностранных дел Эймона Гилмора о введении в Европейском союзе запрета на импорт продукции, производимой в израильских поселениях на Западном берегу, что, по словам Гилмора, было «незаконным» и сделал мир между Израилем и палестинцами «невозможным». Лаудер сказал: "Такие призывы к бойкоту являются циничными и лицемерными. Министр Гилмор нацеливается на единственную либеральную демократию на Ближнем Востоке, сохраняя при этом молчание о тех, кто действительно сеет хаос в регионе: Ассады, Ахмадинежады и их союзники Хезболла и ХАМАС. Он добавил, что «территории Западного берега юридически оспариваются и не незаконно оккупированы».
В июне 2012 года, в третью годовщину выступления премьер-министра Израиля Биньямина Нетаньяху в университете Бар-Илан, Лаудер опубликовал полностраничное обращение в Wall Street Journal и других газетах, в которых он призвал палестинского президента Махмуда Аббаса вернуться к переговорам. «Примите предложение поговорить, президент Аббас. Чтобы заключить мир, нужны две стороны», — написал Лаудер.

### Проблемы наследия Холокоста
Всемирный Еврейский Конгресс продолжает уделять внимание вопросам наследия Холокоста, включая реституцию еврейских активов, конфискованных во время и после Второй мировой войны.

### Память о Холокосте
Сохранение памяти о Шоа является ключевым вопросом в общественных усилиях ВЕК. В январе 2011 года президент ВЕК Лаудер сопровождал президента Германии Кристиана Вульфа и нескольких переживших Холокост в Освенциме. Лаудер заявил:
Освенцим является крупнейшим еврейским кладбищем в мире. Освенцим — это место, где систематическое уничтожение европейского еврейства было усовершенствовано. Именно здесь четыре газовые камеры и четыре крематория уничтожили более миллиона евреев. Это место, где знаменитый эсэсовский врач Йозеф Менгеле проводил жестокие медицинские эксперименты на людях. Это также место, где тысячи и тысячи поляков, цыган и советских военнопленных были зверски убиты вместе с жертвами евреев. Мы обязаны сделать все для того, чтобы сегодняшние антисемиты и ненавистники — те, кто хочет уничтожить еврейский народ и его единственного беженца, еврейское национальное государство Израиль — не получили другого шанса.
28 января 2017 года президент ВЕК, Лаудер, выступил в защиту заявления, сделанного президентом Дональдом Трампом по случаю Международного дня памяти жертв Холокоста, что вызвало споры из-за того, что не упомянул, что жертвами Холокоста были евреи.

### Реституция еврейских активов
После окончания Второй мировой войны, ВЕК настаивал на том, чтобы правительства и частные предприятия возвращали арестованные или разграбленные еврейские активы их законным владельцам. Он сыграл важную роль в заключении соглашений с рядом европейских стран. В своих политических указаниях ВЕК заявляет, что переговоры об активах эпохи Холокоста «ведутся в рамках Всемирной организации реституции евреев в координации с правительством Израиля и при поддержке правительства США и Европейского союза». Организация подчеркивает, что "распределение любых компенсационных средств не должно регулироваться ВЕК. ВЕК не стремится к какой-либо форме комиссионных или компенсационных выплат от компенсаций или реституционных соглашений эпохи Холокоста. Лидеры ВЕК, в частности, призвали польское правительство разработать закон о реституции разграбленной частной собственности, но Варшава в марте 2011 года объявила, что это невозможно из-за текущей экономической ситуации.

### Борьба с отрицанием Холокоста, ревизионизмом и прославлением нацистов
ВЕК неоднократно призывал страны обеспечить публичное осуждение и борьбу с отрицанием Холокоста. Официальные лица ВЕК критиковали рост маршей в ряде европейских стран, включая Венгрию и Сербию, организованные нацистскими ветеранами Второй мировой войны, ультраправыми экстремистами и неонацистами, которые публично прославляют гитлеровский режим и поддерживают антисемитскую идеологию.
В июле 2009 года Берни Экклстоун столкнулся с призывами президента ВЕК Рональда С. Лаудера подать в отставку с поста главы Формулы-1 после того, как он похвалил Адольфа Гитлера в интервью газете и сказал, что Гитлер «добился своего». Лаудер сказал, что кто-то с взглядами Экклстоуна не должен иметь права участвовать в таких важных и популярных гоночных сериях. Он призвал команды Формулы-1, гонщиков и принимающие страны прекратить сотрудничество с ним. В ответ Экклстоун заявил информационному агентству Associated Press, что «я думаю, что люди, которые говорят это, не имеют права говорить такие вещи» На вопрос о влиянии ВЕК, Экклстоун ответил: «Жаль, что они не разобрались в банках» и «Они повсюду имеют большое влияние». После публичного протеста, Экклстоун извинился за свои замечания и сказал, что он «был идиотом»
ВЕК также раскритиковал американский интернет-магазина Amazon.com за продажу футболок с надписью «Я люблю Гитлера» и аналогичных товаров, восхваляющих высокопоставленных нацистских чиновников. Позже предметы были удалены с сайта.
В феврале 2012 года ВЕК обратился в Федеральный конституционный суд Германии за решением, которое оправдало отрицателя Холокоста. Вице-президент ВЕК Шарлотта Кноблох назвала вердикт «странным» и сказала, что он проливает свет на судопроизводство. Она обвинила высший германский суд в том, что он распорядился немецким законом, который отрицает Холокост, как преступление «через чёрный ход».
После интервью с президентом Ирана, Махмудом Ахмадинежадом, по немецкому общественному телевидению, в котором он неоднократно называл Израиль «искусственным государством», построенным на «лжи Холокоста», Ноблох призвал правительство Германии публично осудить заявления иранского лидера и дипломатически изолировать Иран.
Стоя в одиночестве среди всех основных еврейских организаций, президент Всемирного Еврейского Конгресса, Рональд Лаудер, поддержал решение Дональда Трампа опустить любое упоминание евреев в своём заявлении о праздновании Холокоста в 2017 году. Лаудер утверждал, что другие еврейские группы «играли в политику» и участвовали в «сфабрикованных безобразиях», которые отвлекали от «реальных» случаев антисемитских угроз. ВЕК также публично поддержал Дэвида М. Фридман в качестве кандидата президента Трампа на пост посла в Израиле, несмотря на критиков, которые обвиняли Фридмана в тривиализации тяжести Холокоста, сравнивая еврейских членов Либеральной анти-израильской группы J Street с "капо " или нацистскими коллаборационистами.

### Преследование нацистских военных преступников
Всемирный Еврейский Конгресс неоднократно призывал к судебному преследованию предполагаемых нацистских военных преступников. Президент ВЕК Рональд С. Лаудер заявил в 2011 году: «Никогда не должно быть безнаказанности для тех, кто был замешан в массовых убийствах и геноциде, независимо от их возраста». ВЕК будет продолжать свои усилия по привлечению «немногих стариков, у которых на руках кровь невинных жертв Холоеоста», к суду и привлечению их к ответственности за свои действия.
В 2009 году должностные лица ВЕК призвали к экстрадиции родившегося в Украине Джона Демьянюка из Соединённых Штатов в Германию, где его разыскивали по обвинению в пособничестве убийству не менее 27 900 евреев в лагере смерти Собибор во время Второй мировой войны. Организация отреагировала на дело Демьянюка и приговор, вынесенный мюнхенским судом в мае 2011 года. В заявлении говорилось: «С опозданием, но справедливость теперь восстановлена, и члены семьей тех, кто был жестоко убит в Собиборе, несомненно, будут приветствовать этот приговор».
В декабре 2010 года Лаудер публично призвал Сербию экстрадировать Питера Эгнера в Соединённые Штаты, где он должен был предстать перед судом за службу в нацистском подразделении во время Второй мировой войны, в которой погибли 17 000 евреев. Эгнер умер в январе 2011 года.

### Борьба с антисемитизмом
Одним из основных направлений деятельности Всемирного Еврейского Конгресса является борьба с антисемитизмом во всех его формах. Его заявленная политика по этому вопросу такова: "Правительства и международные организации должны предоставить адекватные ресурсы для борьбы с ненавистью, в частности, путем обеспечения безопасности еврейских общин и улучшения образования. Законы против антисемитизма и других форм расизма должны приниматься и надлежащим образом применяться в каждой стране. Все формы и проявления неонацизма, ксенофобии и нетерпимости неприемлемы и должны быть осуждены, и вся сила закона должна быть применена к тем, кто представляет опасность для свободы демократии и еврейских общин. Марши экстремистских, антисемитских групп должны быть запрещены там, где это предусмотрено национальным законодательством. Правительства и политические лидеры должны осуждать такие события и сотрудничать с местными еврейскими общинами ".
В статье, озаглавленной «Позор Швеции», президент ВЕК Рональд С. Лаудер напал на шведское правительство, церковных чиновников и СМИ за «разжигание огня» ненависти к евреям.
В мае 2012 года Лаудер осудил как «презренные» высказывания норвежского социолога Йохана Галтунга, который «возродил антисемитские слухи, такие как еврейский контроль над СМИ», и предположил, что Моссад Израиля мог стоять за «массовыми убийствами в Норвегии, совершенными Андерсом Брейвиком» в 2011 году, в которых погибло 77 человек. Лаудер заявил: «растет тенденция обвинять евреев во всем зле, которое происходит под солнцем. Это скандал, когда ведущие ученые, такие как Галтунг, не уклоняются от цитирования пресловутых подделок, таких как Протоколы сионских мудрецов, чтобы поддержать свои фанатичные аргументы.»
В августе 2012 года президент ВЕК раскритиковал австрийских политиков за то, что они публично не осудили лидера третьей по величине политической партии в стране, FPÖ, Хайнца-Кристиана Штрахе, который разместил антисемитский мультфильм на своей странице в Facebook. «Понятно, и не впервые лидер FPÖ пытается разжечь антисемитские настроения. Его неоднократные опровержения не заслуживают доверия, потому что его слова и действия говорят сами за себя», — сказал Рональд Лаудер в заявлении, добавив «этот скандал показывает, что антиеврейское негодование по-прежнему широко распространено, и недобросовестным политикам разрешено использовать его в целях предвыборной агитации. Это ошеломляет, и это может иметь негативные последствия для австрийских евреев.»
В 2013 году Будапешт, Венгрия, был выбран в качестве места проведения 14-го пленарного заседания из-за опасений по поводу роста антисемитизма в этой стране. Петер Фельдмайер, президент Федерации еврейских общин в Венгрии, заявил, что это «символ солидарности с нашей еврейской общиной, которая в последние годы столкнулась с растущим антисемитизмом». В своём выступлении на торжественном ужине, в присутствии премьер-министра Венгрии Виктора Орбана, президент WВЕК Рональд С. Лаудер подверг критике серию недавних антисемитских и расистских инцидентов в Венгрии. Он особо упомянул Жолта Байера, который написал колонку в газете, в которой говорится о цыганах как о «трусливых, отвратительных и вредных животных», которые «не могут жить среди людей» и «не должны допускаться к существованию». Лаудер сказал, что «такие слова напоминают мрачную эпоху в европейской истории», и пришёл к выводу, что «международная репутация Венгрии в последние годы пострадала» не потому, что её «размазывали иностранные СМИ», а скорее из-за экстремистов в партии Йоббик. «Йоббик тащит доброе имя Венгрии по грязи», — сказал Лаудер. Накануне собрания ВЕК в Будапеште, около 700 сторонников партии Йоббик, провели демонстрацию в центре Будапешта, где они протестовали против «сионистов», которые «поработили» «коренной народ» Венгрии.
В своём выступлении перед делегатами ВЕК, Орбан осудил рост антисемитизма в Венгрии и Европе. Он назвал это опасностью, которая «угрожает даже нам, христианам», и выразил решимость искоренить это. В ответ ВЕК заявил, что Орбан не столкнулся с истинной природой проблемы. «Мы сожалеем, что г-н Орбан не рассматривал какие-либо недавние антисемитские или расистские инциденты в стране, и при этом он не предоставил достаточных заверений в том, что между его правительством и крайне правой стороной проведена четкая грань», — заявил представитель ВЕК после этого. Лаудер сказал: «Ватикану настоятельно рекомендовали отозвать отлучение от церкви четырёх епископов <…> Поэтому мы призываем папу Бенедикта XVI срочно решить эти проблемы и обеспечить, чтобы достижения четырёх десятилетий католическо-еврейского диалога не были повреждён небольшим меньшинством людей, которые хотят разделять, а не объединяться».

### Ненависть в интернете
Всемирный еврейский конгресс также призвал интернет-компании, включая гигантов социальных сетей, таких как Google, выступить против отрицания Холокоста, разжигания ненависти и антиеврейского подстрекательства на своих платформах. Опрос, опубликованный ВЕК в 2017 году, показал, что «в 2016 году в социальные сети было загружено более 382 000 антисемитских сообщений, в среднем по одному сообщению каждые 83 секунды», который, по словам Генерального Директора ВЕК Р. Роберта Сингера, показал, "насколько действительно тревожная ситуация "
Ранее организация призывала немецкое отделение YouTube терпимо относиться к клипам неонацистских рок-групп на своей платформе, которые были запрещены в Германии. В статье для «Los Angeles Times» Сингер также обвинил интернет-магазина Amazon.com в том, что тот предлагает книги, прославляющие Холокост. Генеральный директор ВЕК написал, что клиенты Amazon «могут купить множество литературы, отрицающей Холокост, подвески со свастикой и другие нацистские памятные вещи. Хотя книги явно отличаются от ковриков или флагов, они по-прежнему нарушают рекомендации Amazon, не говоря уже об общей порядочности».

### Диалог с другими религиями
ВЕК считает, что три авраамические религии (иудаизм, христианство и ислам) могут сотрудничать «для ответа на вызовы, возникающие в современном обществе, особенно для обсуждения и продвижения общих ценностей.»

### Еврейско-Христианский диалог
Межрелигиозный диалог между евреями и христианами начался в 1940-х годах, в частности, с созданием Международного Совета Христиан и Евреев в Швейцарии в 1947 году. ВЕК удалось установить хорошие отношения с католической церковью, особенно после Второго Ватиканского Собора и Декларация Nostra aetate в 1965 году. Однако прогресс в отношении Православной и Протестантской Церквей идет медленно, что, по мнению ВЕК, связано главным образом с децентрализованным характером этих церквей и определёнными политическими проблемами, связанными с ближневосточным конфликтом
С 1945 года лидеры ВЕК неоднократно принимались католическими понтификами. Папа Пий XII принимал генерального секретаря ВЕК А. Леона Кубовицкого в частной аудиенции в 1945 году. Папа Павел VI встретился с президентом ВЕК Наумом Гольдманном в 1969 году и генеральным секретарем ВЕК Герхартом Ригнером в 1975 году. В 1979 году Филипп Клуцник встретился с Папой Иоанном Павлом II и преемником Клуцника, Эдгаром Бронфманом-старшим, который был принят Иоанном Павлом II в 1992 году и 2003 году. Бронфман возглавил делегацию еврейских лидеров на встрече с папой Бенедиктом XVI в июне 2005 года, а его преемник Рональд С. Лаудер был принят Бенедиктом XVI в октябре 2007 года, декабре 2010 года и мае 2012. Папа Франциск принял делегацию Международного еврейского комитета по межрелигиозным консультациям, в том числе нескольких членов ВЕК, в июне 2013 года.
На избрании нового католического понтифика, Рональд Лаудер назвал кардинала Хорхе Марио Бергольо «опытным человеком, человеком, который известен своей непредвзятостью … человеком диалога, человеком, способным строить мосты с другими конфессиями». Организация принимала активное участие в создании Межконфессиональных органов, таких как Международный Еврейский Комитет по Межрелигиозным Консультациям (МЕКМК), и она принимала активное участие в работе Международного Католическо-Еврейского Комитета по связям (МКЕК). ВЕК также способствовал установлению дипломатических отношений между Государством Израиль и Святым Престолом в 1990-х годах.
В 1980-х годах ВЕК убедил Папу Иоанна II выступить за ликвидацию монастыря кармелитских монахинь, который открылся возле места бывшего нацистского лагеря смерти Освенцим.
Роль Ватикана во время Холокоста, остается спорным вопросом, который неоднократно вспыхивал. «Существуют серьёзные опасения по поводу политической роли Папы Пия XII во время Второй мировой войны, которую нельзя игнорировать», — заявил Лаудер в своём заявлении.
В феврале 2009 года Лаудер и ВЕК были крайне критически настроены в отношении решения Ватикана отменить отлучение от церкви епископа Ричарда Уильямсона, старшего члена диссидентской католической группы Общества Святого Пия X. Уильямсон, который в интервью шведскому телевидению отрицал существование газовых камер в нацистских концлагерях. Лаудер сказал: «Ватикану настоятельно рекомендовали отозвать отлучение от церкви четырёх епископов. <…> Поэтому мы призываем папу Бенедикта XVI срочно решить эти проблемы и обеспечить, чтобы достижения четырёх десятилетий католическо-еврейского диалога не были повреждён небольшим меньшинством людей, которые хотят разделять, а не объединяться». Лаудер сказал: "Ватикану настоятельно рекомендовали отозвать отлучение от церкви четырёх епископов. <…> Поэтому мы призываем папу Бенедикта XVI срочно решить эти проблемы и обеспечить, чтобы достижения четырёх десятилетий католическо-еврейского диалога не были повреждён небольшим меньшинством людей, которые хотят скорее разделиться, а не объединиться ". Позже Лаудер похвалил Бенедикта XVI за то, что тот написал личное письмо католическим епископам, в котором папа объяснился. «Папа нашел четкие и недвусмысленные слова относительно отрицания Холокоста епископом Уильямсоном, и он заслуживает похвалы за признание того, что в Ватикане были допущены ошибки в решении этого дела», — сказал президент ВЕК. В 2010 году Рональд С. Лаудер также критиковал использование молитвы Страстной пятницы для иудеев в церковной литургии. В статье для итальянской газеты Corriere della Sera президент WJC писал: "Когда Папа разрешает использовать молитву Страстной пятницы в старой Тридентской литургии, которая призывает евреев признать Иисуса Христа Спасителем всех людей, некоторые из нас глубоко ранены ".

### Диалог с Исламом
Всемирный Еврейский Конгресс считает диалог с представителями умеренного ислама «одним из наиболее важных и сложных вопросов в настоящее время. Растущий разрыв в понимании между так называемыми западными либеральными демократиями и исламским миром — чрезвычайно опасен», согласно сайту ВЕК.
В 2008 году лидеры ВЕК встретились с королем Саудовской Аравии, Абдаллой, на межконфессиональной конференции в столице Испании, Мадриде. Позже, в том же году, президент ВЕК, Рональд С. Лаудер, также навещал саудовского монарха в Нью-Йорке. В декабре 2011 года вице-президент ВЕК, Марк Шнайер, был принят королем Бахрейна, Хамадом, в королевском дворце в Манаме.
Всемирный Еврейский Конгресс также выступил одним из организаторов встречи европейских мусульманских и еврейских лидеров в Брюсселе в декабре 2010 года, которая включала встречи с высокопоставленными должностными лицами Европейского Союза. По этому случаю вице-президент ВЕК, Марк Шнайер, заявил: «Мы надеемся, что начали движение, которое будет распространяться по всей Европе. Рецепт действительно очень прост: наши два сообщества должны сосредоточиться больше на том, что нас объединяет, чем на том, что нас разделяет. Мы также должны сдерживать радикалов в наших собственных рядах и следить за тем, чтобы они не одержали верх».
В своей речи в Лондоне в 2010 году, Шнайер похвалил руководителей Университета Аль-Азхар в Каире, который считается старейшим центром исламской науки в мире, за открытие межрелигиозного диалога с евреями. Он заявил: "Это знаковое решение, и Аль-Азхар заслуживает за это похвалы. Будучи одним из ведущих центров исламского мышления в мире, он будет чрезвычайно полезен всем умеренным силам в Исламе. Лидеры обеих сторон должны сейчас воспользоваться этой возможностью и вывести еврейско-мусульманские отношения на новый уровень.

### Плюралистический Израиль
В августе 2018 года президент ВЕК, Рональд С. Лаудер, призвал «правительство Израиля прислушаться к голосам протеста и возмущения» и поддержать демократические и эгалитарные принципы страны против угрозы доминирования ограничительного ортодоксального влияния, от того, что он назвал «радикальным меньшинством».

### Противостояние Ирану
После исламской революции 1979 года и, в частности, после террористических нападений на посольство Израиля в Буэнос-Айресе в феврале 1992 года и еврейский центр AMIA в Буэнос-Айресе в июле 1994 года, в котором было убито более 100 человек, и руководство Ирана было обвинено в планирование этого нападении, Всемирный Еврейский Конгресс открыто высказывался, осуждая то, что он называет «иранской угрозой».
В 1995 году, тогдашний президент ВЕК, Эдгар Бронфман-старший, как сообщается, сыграл важную роль в блокировании запланированной сделки американской нефтяной компании Conoco, принадлежащей DuPont, с Ираном. Бронфман был членом совета директоров DuPont. Эта сделка стала бы первой крупной инвестицией нефтяной компании в Иране с 1979 года, когда Соединённые Штаты прекратили торговлю со страной, после захвата посольства США в Тегеране исламскими боевиками. Два месяца спустя ВЕК публично приветствовал решение президента США Билла Клинтона о введении торгового эмбарго в отношении Ирана. «Мы приветствуем решительный удар президента Клинтона по терроризму», — заявил исполнительный директор ВЕК, Элан Стейнберг. В 2006 году после того, как прокуроры в Аргентине попросили судью издать распоряжение об аресте бывшего президента Ирана Акбара Хашеми Рафсанджани и других членов его правительства в связи с бомбардировкой AMIA, Бронфман заявил, что «Иран является государством-спонсором терроризма», добавив, что «все международное сообщество несет моральную ответственность за обеспечение ответственности Ирана за свои террористические действия».
ВЕК лоббировал выдачу Интерполом «красных уведомлений» против иранских подозреваемых по делу о взрыве, которые были одобрены Генеральной Ассамблеей Интерпола в ноябре 2007 года. в 18-ю годовщину взрыва AMIA (Взаимная Ассоциация Израильтян и Аргентины), в июле 2012 года президент ВЕК Лаудер заявил: "У иранского режима кровь на руках, не только подавляя инакомыслие у себя дома, но и спонсируя терроризм во всем мире. То, что мир увидел 18 лет назад в Буэнос-Айресе, это все ещё можно увидеть сегодня, будь то в Сирии, в Ливане или в других местах ".
В резолюции 2010 года по Ирану, ВЕК выразил поддержку международному осуждению неоднократных призывов нынешнего президента Ирана, Махмуда Ахмадинежада, к отмене Государства Израиль и его заявлений, ставящих под сомнение Холокост. Организация решила «создать четырёхкратную угрозу (ядерную угрозу; угрозу подстрекательства к геноциду; международный терроризм, спонсируемый государством; и систематические и широкомасштабные нарушения прав человека и гражданских прав иранского народа), которая нынешний иранский режим ставит перед международным миром и стабильностью, что является высоким стратегическим приоритетом ВЕК.»
В 2006 году ВЕК выпустил «Иранское обновление» — всеобъемлющую еженедельную публикацию, распространяемую через Интернет среди большинства членов Конгресса и правительства США, миссий ООН, иностранных дипломатов, должностных лиц Европейского Союза и израильских политиков, а также среди еврейских общин по всему миру. Публикация была посвящена разоблачению продолжающегося стремления Ирана к ядерному потенциалу, внутренней иранской политике, иранской внешней политике на Ближнем Востоке и на международном уровне, израильской политике в отношении Ирана и усилиям еврейских общин во всем мире по борьбе с отрицанием Холокоста в Иране и ядерной пролиферации.
В дополнение к призывам ВЕК и других международных организаций, представители многих западных стран либо не явились, либо вышли из зала заседаний, когда президент Ирана, Ахмадинежад, напал на Израиль в своём выступлении на Конференции, по обзору Дурбанского процесса в Женеве, в апреле 2009 года и перед Заседание Генеральной Ассамблеи ООН в Нью-Йорке в сентябре 2009 года. ВЕК, неоднократно, проводил кампании, обвиняя Иран в обмане международного сообщества и называя Ахмадинежада «главным убийцей в мире».
В 2008 году президент ВЕК, Рональд С. Лаудер, раскритиковал визит Министра Иностранных Дел Швейцарии, Мишлин Кальми-Рей, в Тегеран, где она встретилась с Ахмадинежадом, главным образом, для того, чтобы помочь швейцарской компании получить многомиллиардный контракт на покупку природного газа из Ирана. Лаудер заявил на пресс-конференции в Берне: «Возможно, те деньги, которые Швейцария платит Ирану, когда-нибудь будут использованы для покупки оружия, чтобы убивать израильтян, или для покупки оружия, чтобы убивать американцев, или для покупки ракет, чтобы иметь возможность поставлять ядерное оружие».
Лаудер также руководил дипломатическими усилиями, чтобы убедить Европейский Бизнес вывести из Ирана. В январе 2010 года он тепло приветствовал объявление Генерального Директора Siemens, Питера Лёшера, о том, что его компания не будет искать нового бизнеса в Иране.
ВЕК неоднократно призывал международное сообщество сделать больше, чтобы привлечь к ответственности организаторов террористических актов против посольства Израиля и еврейского общинного центра AMIA в Буэнос-Айресе в 1990-х годах, которые, по словам аргентинских прокуроров, были совершены по подстрекательству высокопоставленных иранских должностных лиц.
В июле 2011 года Олимпийское Новостное Издание «Вокруг Колец» сообщило, что президент Всемирного Еврейского Конгресса, Рональд С. Лаудер, выступил с заявлением, в котором призвал должностных лиц МОК, запретить Ирану участвовать в Олимпийских играх, сославшись на отказ иранских спортсменов выступать против израильских спортсменов. «Пришло время дать сильный сигнал Ирану, что, если этот давний бойкот не будет отменен, иранским спортсменам не будет разрешено участвовать в крупных международных соревнованиях, таких как Олимпийские игры в Лондоне в следующем году», — сказал Лаудер. ВЕК подтвердил свою позицию, когда в мае 2012 года президент Ирана Ахмадинежад объявил о планах принять участие в лондонской Олимпиаде. Ахмадинежад «не имеет никакого права» посещать Олимпийские игры в Лондоне этим летом, цитирует слова представителя Всемирного Еврейского Конгресса Еврейская хроника.

### Еврейские беженцы из арабских стран
Вопрос еврейских беженцев из арабских стран продолжает оставаться в повестке дня Всемирного Еврейского Конгресса. На веб-сайте ВЕК говорится, что "бедственное положение евреев, которые бежали или все ещё живут на арабских землях, и их конкретные проблемы не известны и должны быть подняты с правительствами и международными организациями. В тех случаях, когда происходил незаконный захват активов, они должны быть возвращены их бывшим владельцам, или должна быть выплачена адекватная компенсация. Евреям, остающимся на арабских землях, а также другим религиозным меньшинствам, должна быть предоставлена религиозная свобода и возможность исповедовать свою веру в соответствии с их традициями. Места еврейских общин в арабских странах должны быть сохранены и уважаемы ". ВЕК считает, что международное сообщество, в том числе правительства и международные организации, в течение десятилетий, пренебрегали тяжёлым положением еврейских беженцев из арабских стран.
В сентябре 2012 года ВЕК, совместно с правительством Израиля, организовал две конференции по этому вопросу. Они были проведены в Иерусалиме и в штаб-квартире Организации Объединённых Наций в Нью-Йорке, соответственно. Цель заключалась в том, чтобы привлечь внимание к этому вопросу и заручиться международной поддержкой. В своём выступлении на нью-йоркском симпозиуме, президент ВЕК, Рональд С. Лаудер, призвал мир признать страдания еврейских беженцев. "Сейчас самое время внести ясность в исторические, дипломатические и юридические документы. Прочный мир может быть построен только на исторических фактах — необходимо решать проблемы как еврейских беженцев, так и палестинских беженцев. Лаудер сказал, что «только обращение к историческим фактам» может помочь установить мир. На конференции в Иерусалиме была принята совместная декларация, призывающая Организацию Объединённых Наций включить вопрос о еврейских беженцах в свою повестку дня и связанные с ней форумы.
Палестинские критики высмеивали попытку поднять этот вопрос сейчас как «манипулятивную стратегию» Это было «частью кампании по связям с общественностью, которая является одновременно и циничной, и лицемерной», — заявила газете USA Today исполнительный член ООП Ханан Ашрави.
После конференций Министр Иностранных дел Израиля, Авигдор Либерман, поручил израильским дипломатам по всему миру поднимать этот вопрос на всех официальных заседаниях правительства и с парламентариями. Согласно данным, представленным Министерством Иностранных дел Израиля, приблизительно 850 000 евреев из арабских государств со всего Ближнего Востока, покинули свои родные страны после создания Государства Израиль в 1948 году из-за преследований со стороны государства. По словам министерства, большинство из них были вынуждены отказаться от своей собственности и имущества.

### Другие вопросы
В августе 2008 года Всемирный Еврейский Конгресс и лидеры Венесуэльской Еврейской Общины встретились в Каракасе с президентом Венесуэлы Уго Чавесом Фриасом. Встреча вызвала некоторые противоречия в еврейском мире [246] из-за публичной поддержки Чавеса иранского лидера Махмуда Ахмадинежада и его решительной критики Израиля. Однако тогдашний Генеральный секретарь ВЕК, Майкл Шнайдер, защищал встречу с Чавесом и сказал, что ВЕК действовал только от имени и при поддержке венесуэльской еврейской общины.
После исключения израильского теннисиста, Шахара Пира, из турнира ATP в Дубае в феврале 2009 года, ВЕК призвал «приостановить все спортивные мероприятия в Объединённых Арабских Эмиратах до тех пор, пока израильские участники не будут допущены». Реакция женских и мужских туров на исключение Пира была «малодушной», и они должны были немедленно отменить мероприятие, цитирует президента ВЕК, Лаудера, информационное агентство Bloomberg.
В преддверии летних Олимпийских игр 2012 года в Лондоне, Всемирный Еврейский Конгресс раскритиковал президента Международного Олимпийского Комитета, Жака Рогге, за то, что он не согласился на проведение минуты молчания на церемонии открытия, в память об одиннадцати израильских спортсменах, убитых палестинскими террористами во время Олимпийских игр в Мюнхене в 1972 году. Рональд Лаудер сказал, что позиция Рогге «бесчувственна» и «совершенно оторвана от реальности». Он добавил: «Сорок лет после самого печального момента в истории Олимпийских игр — когда одиннадцать израильских спортсменов и спортивных чиновников и Немецкий офицер полиции был убит палестинскими террористами — это была бы отличная возможность показать всем, что спортивный мир сплотился против терроризма…
Никто не хочет „политизировать“ Олимпийские игры, как полагает МОК, но Барон Рогге и его коллеги из Исполнительного комитета МОК совершенно не смогли — или отказались — понять важность такого символического акта».

## Сбор средств и финансы
ВЕК собирает свои средства главным образом через Американскую секцию Всемирного Еврейского Конгресса, которая является некоммерческим органом, зарегистрированным в Соединённых Штатах.

### Споры, внутренние конфликты и обвинения в финансовых нарушениях (2004—2007 годы)
В 2004 году Иси Лейблер (Isi Leibler), вице-президент ВЕК, выдвинула серию утверждений о методах бухгалтерского учёта в организации и «необычных» денежных переводах. Это привело к расследованию финансов Всемирного еврейского конгресса. Комплексная проверка счетов ВЕК в Швейцарии в 1995—2004 годах, проведенная бухгалтерской фирмой PricewaterhouseCoopers, по сообщениям, показала, что «за годы» 3,8 млн долл. США «исчезли» с банковских счетов « и что были» значительные не согласованные " снятие наличных денег, документации об использовании которых, так и не нашлась ". В Январе 2006 Года, расследование, проведенное Генеральной Прокуратурой штата Нью-Йорк по этому вопросу, не выявило доказательств преступного поведения со стороны ВЕК. Кроме того, в докладе Генерального Прокурора, Элиота Спитцера, отмечается, что ВЕК выполнил все его рекомендации по улучшению финансового контроля и управления.
Управление Спитцера выявило финансовые злоупотребления и нарушения фидуциарных обязанностей, но не выявило никаких преступных деяний, и пришло к выводу, что любое неправомерное поведение «не ставит под угрозу основную миссию» организации и не приводит к «идентифицируемым потерям благотворительных активов.»
В отчёте также подчеркивалось несколько инициатив, предпринятых ВЕК с 2004 года для улучшения финансового управления, в том числе "создание комитета по аудиту и должности Главного Финансового Директора, компьютеризация всех финансовых отчётов, создание справочника для сотрудников с изложением официальных процедур и политика, осуществление командировочных и компенсационных процедур, а также создание новой организации по сбору средств (Фонд ВЕК). "
В марте 2007 года Бронфман внезапно объявил о своём увольнении. Он обвинил Сингера в том, что он «помогал [себе] обналичивать его деньги из офиса ВЕК». Однако, внутренние документы ВЕК, позволяют полагать, что между Сингером и Бронфманом возникли трения по поводу позиции Сингера по различным внутренним политическим вопросам ВЕК, в том числе, что Сингер недостаточно защищал кандидатуру сына Эдгара Бронфмана, Мэтью, на пост президента ВЕК.
В мае 2007 года Эдгар Бронфман ушёл с поста президента ВЕК, проработав на этом посту 28 лет.[258

## Президенты
- Стивен Вайз[англ.] (1936—1949)
- Нахум Гольдман (1949—1977)
- Филипп Клацник (1977—1979)
- Эдгар Бронфман-старший[англ.] (1979—2007)
- Рональд Лаудер (с 2007)